# Imbrasia flavescens
Imbrasia flavescens är en fjärilsart som beskrevs av Rothschild 1895. Imbrasia flavescens ingår i släktet Imbrasia och familjen påfågelsspinnare. Inga underarter finns listade i Catalogue of Life.